# 행로난
행로난은 대한민국의 인디 록밴드이다. 2021년 EP 앨범 [여명]으로 데뷔했다.

## 방송
- 그레이트 서울 인베이전 (2022) - Top12(10위)

## 음반
- 여명 (2021)
- 그레이트 서울 인베이전 Section 1 (2022)
- 그레이트 서울 인베이전 Section 4 (2022)
- 그레이트 서울 인베이전 Section 5 (2022)
- bright #11 (2022) - 민트페이퍼 기획 시리즈 음반
- 유명 幽明 : LIFE (2022)
- The Unbreakables (2023) - League of Legends

## 공연
- 스페이스브릭 밴드위크 〈선셋온더브릿지x칠보장x행로난〉 콘서트 (2022)
- JUMF 2022 전주얼티밋뮤직페스티벌 (2022)